# ОВД-Інфо
ОВД-Інфо — російський недержавний правозахисний медіа проект, спрямований на боротьбу з політичними переслідуваннями.
Мін'юст Росії включив ОВД-Інфо до реєстру іноземних агентів, Роскомнагляд заблокував доступ до сайту проекту на території Росії.

## Історія
Проект заснований у грудні 2011 року московським журналістом Григорієм Охотіним та програмістом Данилом Бейлінсоном. Вони стали свідками масових затримань учасників мітингу 5 грудня 2011 проти фальсифікації парламентських виборів . Спершу вони повідомляли у Facebook загальну кількість затриманих та їхні імена. Побачивши затребуваність своєї роботи, вони до 10 грудня напередодні мітингу на Болотній площі запустили сайт «ОВД-Інфо». Назва проекту походить від абревіатури «Відділ внутрішніх справ».
У перші роки проект «ОВД-Інфо» юридично входив до складу правозахисної організації «Меморіал». За словами Охотіна, «Меморіал» надав суттєву підтримку та сприяв розвитку проекту. На червень 2019 року «Меморіал» залишається генеральним партнером «ОВД-Інфо».
У 2013 році Прокуратура Російської Федерації зажадала в організації «Меморіал» зареєструватися як «іноземний агент», оскільки вона отримує фінансування з-за кордону для підтримки проекту «ОВД-Інфо», який був розцінений прокуратурою як політичний. На думку прокуратури, частина даних «ОВД-Інфо» про переслідування з політичних мотивів не є об'єктивною. На це «ОВД-Інфо» відповідає, що не має політичної спрямованості. У 2016 році російські банки — " Тінькофф ", " Альфа-банк " і " ВТБ 24 " — відмовили «ОВД-Інфо» в еквайрингу для збору пожертвувань.
29 вересня 2021 року Мін'юст Росії включив ОВД-Інфо до реєстру незареєстрованих громадських об'єднань, які виконують функції " іноземного агента ".
25 грудня 2021 року Роскомнагляд заблокував сайт «ОВД-Інфо» через «пропаганду тероризму та екстремізму». Відомство також зажадало від соціальних мереж видалити облікові записи проекту. Того ж дня Яндекс видалив сайт «ОВД-Інфо» з пошукової видачі.

## Діяльність
Моніторинг

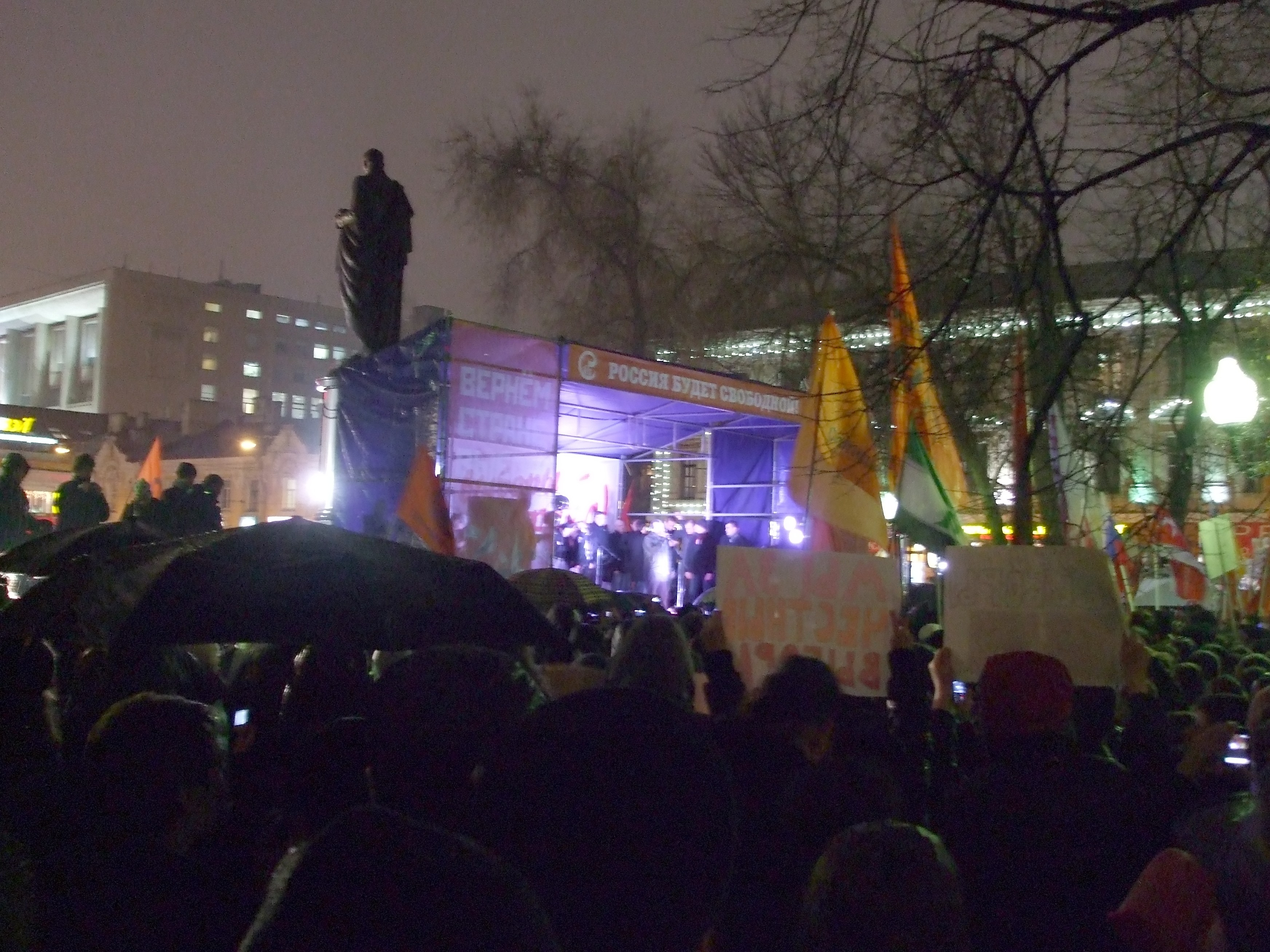
Мітинг у Москві на Чистих ставках 5 грудня 2011 року

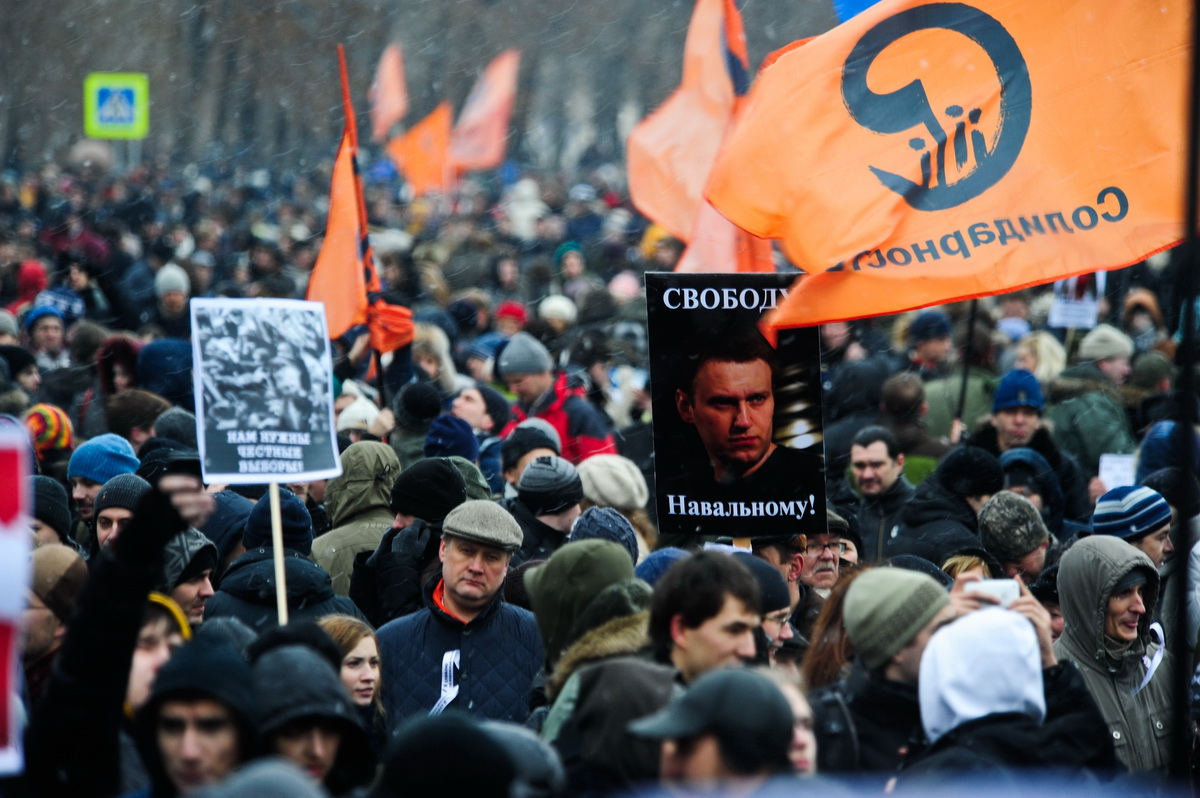
Мітинг на Болотній площі 10 грудня 2011 року

«ОВД-Інфо» займається моніторингом переслідувань з політичних мотивів та випадків перевищення повноважень співробітниками російської поліції стосовно затриманих. «ОВД-Інфо» публікує інформацію у вигляді експрес-новин та історій, розказаних самими постраждалими.
Юридична допомога
Проєкт надає юридичну допомогу у формі правових консультацій та цілодобової гарячої лінії по телефону (саме за гарячою лінією проект отримує більшість інформації, яку потім публікує у своїх зведеннях на сайті), виїзду адвоката у відділ поліції, юридичної допомоги в судах (аж до подання скарги до Європейський суд з прав людини). У 2022 році «ОВД-Інфо» та «Центр захисту прав ЗМІ» запустили проект «Інотека» для надання юридичної допомоги особам та організаціям, які потрапили до реєстрів «іноземних агентів».
Інформування
Проєкт також стежить за випадками насильства до політичних ув'язнених з боку співробітників виправних установ. Сайт веде і розсилку зі зведеннями про політичні переслідування в країні.
У дні проведення політичних акцій «ОВД-Інфо» публікує списки затриманих за відділами поліції, до яких вони були доставлені. За 2018 рік проект надав допомогу 660 людям у відділах поліції, приблизно 200 людям в адміністративних та 32 у кримінальних справах.
Проект активно висвітлює події на багатьох акціях протесту у Росії. Зокрема, «ОВД-Інфо» публікував докладну статистику про затримання на антикорупційних протестах у березні 2017 року, на протестах проти підвищення пенсійного віку у 2018 році. У червні 2019 року проект відіграв значну роль у приверненні громадської уваги до справи журналіста Івана Голунова . При цьому і самому проекту вдалося здобути ширшу популярність — 12 червня 2019 року «ОВД-Інфо» за один день отримав середньомісячний обсяг пожертвувань.
Дослідження
Також проект публікує доповіді, що узагальнюють практику порушень законодавства щодо мітингів та в адресу громадянських активістів з боку російської влади. Так, наприклад, у 2018—2019 роках публікувалися доповіді на тему заборон мітингів у російських містах.

## Функціонування
За даними на червень 2019 року, в «ОВД-Інфо» працює 28 осіб і ще 300 людей залучають як волонтерів. «ОВД-Інфо» через обмежені ресурси надає допомогу лише тим, хто опинився під адміністративним чи кримінальним переслідуванням у результаті вираження своєї громадянської позиції. Проект, за словами його керівників, спрямований у перспективі на розвиток у Росії інститутів громадянського суспільства та механізмів громадського контролю влади та правоохоронних органів.

## Фінансування
Джерелом фінансування проекту є добровільні пожертвування приватних осіб, а також допомога від організації «Меморіал» (2020 року добровільні пожертвування забезпечили близько 67 % бюджету ОВД-Інфо). Раніше також було фінансування від Європейської комісії та Міжнародного партнерства з прав людини . За 2020 рік «ОВД-Інфо» вдалося зібрати понад 67 млн рублів, з них близько 44,7 млн краудфандінг.

## Нагороди
У травні 2018 року журналіст Олександр Чорних отримав премію «Редколегія» за статтю "Я хотіла вити, кричати їм — що ви взагалі робите з моєю донькою? Ви люди чи ні? ", опубліковану в ОВД-Інфо.
У липні 2019 року премію «Редколегія» вручили медіакоманді ОВД-Інфо, яка «перетворила соціальний проект на ефективне соціальне медіа, найбільш повне та надійне джерело інформації про дії силових органів щодо учасників акцій протесту».
У 2019 році проєкт став лауреатом премії «Зроблено в Росії — 2019», яку проводить журнал «Сноб», у номінації «Медіа».
У 2021 році проєкт став лауреатом премії Льва Копелєва.
У 2021 році операційний координатор проекту «ОВД-Інфо» Леонід Драбкін — переможець у рейтингу "30 найперспективніших росіян до 30 років " за версією Forbes у категорії «Соціальні практики».
2021 року проєкт став лауреатом премії «Захисник цивільних прав року», присудженої міжнародною правозахисною організацією Civil Rights Defenders.
У 2022 році співзасновник «ОВД-Інфо» Григорій Охотін був нагороджений премією Московської Гельсінської групи за успіхи у розвитку та управлінні правозахисними організаціями.